# 96e Rue
La 96e Rue (96th Street) est une rue de New York.

## Situation et accès
Située dans l'arrondissement de Manhattan, dans les quartiers de l'Upper East Side et de l'Upper West Side la partie est et la partie ouest de cette voie de circulation à double sens sont séparées par Central Park.

## Origine du nom
La 96e Rue, tire son nom tout simplement de sa position dans le plan en damier de Manhattan établi en 1811. 
Le chiffre « 96 » indique sa position dans la grille est-ouest, entre la 95e et la 97e Rue.

## Historique
Lorsque l'ouragan Sandy a frappé New York en 2012, les habitants des pâtés de maisons voisins ont découvert qu'ils se trouvaient dans une zone inondable.

## Bâtiments remarquables et lieux de mémoire
- Centre culturel islamique de New York, au croisement de la Troisième Avenue.

## Dans la culture populaire
- Une scène du film de 1989 Quand Harry rencontre Sally se passe dans la 96e Rue, quand Harry et Sally achètent leur sapin de Noël dans une boutique près de Broadway.
- Flying over 96th Street: Memoir of an East Harlem White Boy, Thomas L. Webber, Ed. Scribner, 2007  (ISBN 978-1416569657), Ed. Simon and Schuster,  2010  (ISBN 9781439125601)

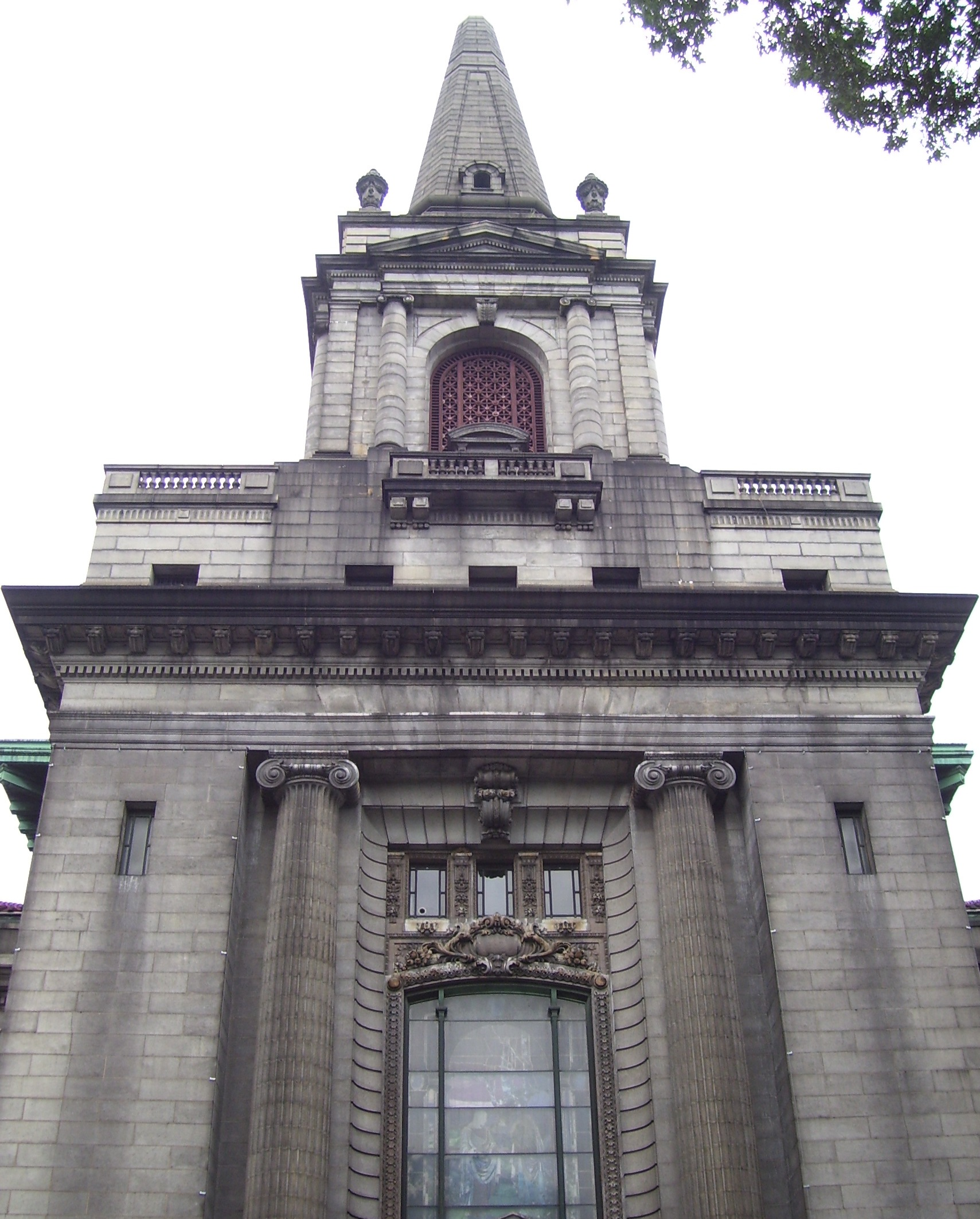
Crenshaw Christian Center, à l'intersection avec Central Park West
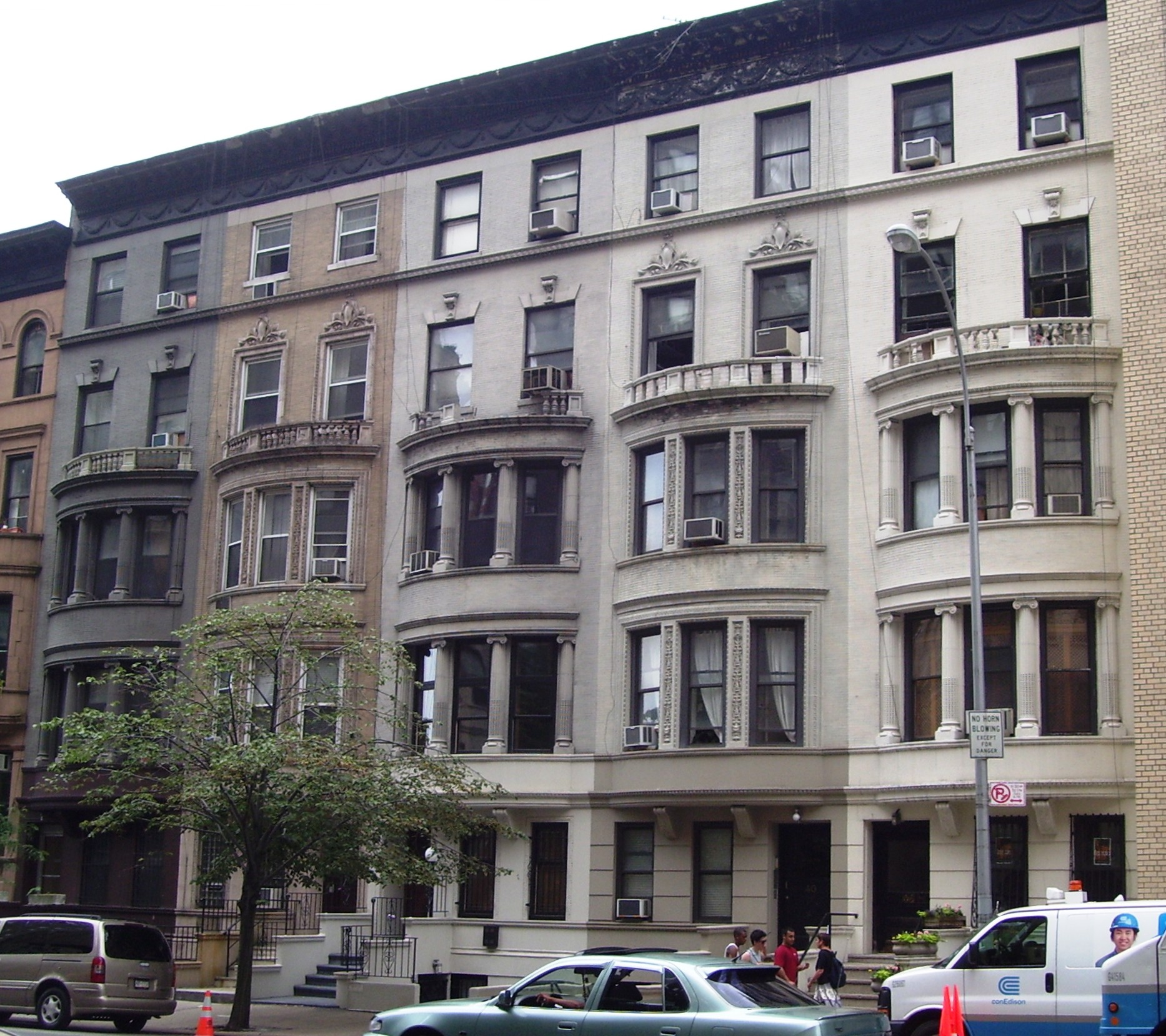
Row houses à 13-42 West 96th Street construites en 1897 en style Renaissance Revival
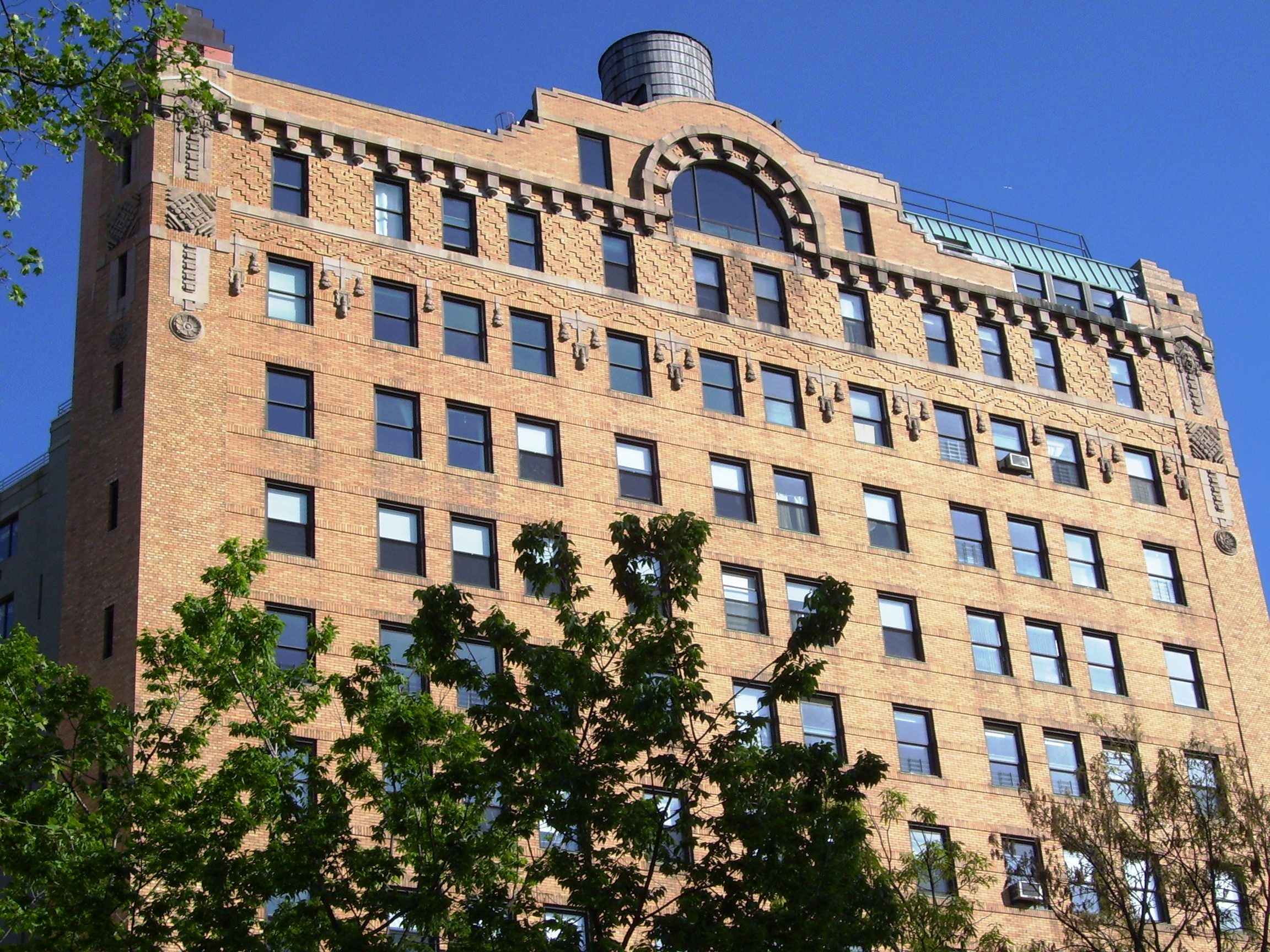
"Cliff Dwelling", à l'intersection avec Riverside Drive, construit en 1914.